# Pradilla de Hoz de Arreba
Pradilla de Hoz de Arreba ist ein spanischer Ort in der Provinz Burgos der Autonomen Gemeinschaft Kastilien und León. Der Ort gehört zur Gemeinde Valle de Valdebezana. Pradilla de Hoz de Arreba, das über die Straßen N-232 und BU-V-5747 zu erreichen ist, liegt 83 Kilometer nördlich der Provinzhauptstadt Burgos.

## Sehenswürdigkeiten
- Kirche Santa Juliana Virgen y Mártir